# Serge Ménard
Pour les articles homonymes, voir Ménard.
Serge Ménard, né le 27 septembre 1941 à Montréal, est un avocat-criminaliste et un homme politique québécois. Après avoir mené une brillante carrière d'avocat-criminaliste, marquée par un mandat à titre de bâtonnier du Québec, Ménard a été élu député du Parti québécois à l'Assemblée nationale du Québec et ministre de la Sécurité publique et pendant 7 des 9 années des gouvernements péquistes de Jacques Parizeau, Lucien Bouchard et Bernard Landry. De 2004 à 2011, il siège en tant que député du Bloc québécois à la Chambre des communes du Canada et il devient porte-parole du parti en matière de Justice en 2009. Finalement, en 2013-2014, il a présidé la Commission Ménard (Commission spéciale d'examen des évènements du printemps 2012, alias Printemps Érable).

## Biographie

### Avocat renommé
Après des études à l'Université de Montréal, où il obtient une licence en droit en 1965, Ménard commence sa carrière comme procureur de la Couronne. À partir de 1968, il pratique le droit criminel et l'enseigne en tant que chargé de cours à l'Université de Montréal et professeur à l'École du Barreau.
Il devient un avocat réputé, plaidant les causes du policier Allan Gosset, du chanteur Claude Dubois et d'anciens membres du FLQ. Il a été membre du conseil général du Barreau, puis vice-président en 1985-1986. Il accède au poste de bâtonnier du Québec de 1986 à 1987.
Il est au nombre d'une poignée d'avocats — avec Guy Bertrand, Marcel Aubut, et Lawrence Corriveau —, considérés comme des « super-héros » de leur profession, selon un mémoire de maîtrise en anthropologie déposé en 1996 par Geneviève Brisson, de l'Université Laval de Québec.

### Carrière politique

#### Politique provinciale
Il a été élu pour la première fois en tant que député du Parti québécois à l'Assemblée nationale du Québec dans une élection partielle dans la circonscription de Laval-des-Rapides le 13 décembre 1993. Réélu lors des élections générales de 1994 et de 1998, Ménard occupe des postes ministériels au sein de tous les gouvernements de cette période : ceux de Jacques Parizeau, de Lucien Bouchard et de Bernard Landry.
Les trois premiers ministres lui confient la responsabilité de la Sécurité publique, un poste qu'il occupera du 26 septembre 1994 au 29 janvier 1996, du 15 décembre 1998 au 30 janvier 2002 et du 29 octobre 2002 au 29 avril 2003. À ce titre, il est le ministre responsable de la Sûreté du Québec. Après la mort du jeune Daniel Desrochers, un garçon de 11 ans victime d'une explosion en pleine rue le 9 août 1995, il est activement impliqué dans la création de l'escouade Carcajou qui mènera une lutte de plusieurs années aux bandes de motards criminalisés, comme les Hells Angels, les Outlaws, les Rock Machine et les Bandidos.
Il a occupé d'autres fonctions ministérielles durant cette période : ministre responsable de la région de Montréal (1996-1997), ministre de la Justice et Procureur général en 1997-1998 et ministre des Transports en 2002. Son passage à ce ministère a été marqué par le débat sur le virage à droite aux feux rouges. Après une controverse, le ministre Ménard tranche en interdisant la manœuvre sur l'île de Montréal, tout en laissant aux municipalités la responsabilité d'établir ou non des restrictions dans le reste de Québec.

#### Politique fédérale
Après avoir été défait lors de l'élection générale de 2003, il décide de reprendre du service en se portant candidat du Bloc québécois dans la circonscription Marc-Aurèle-Fortin, qui chevauche l'Île Jésus et les Basses-Laurentides. Il est élu député à la Chambre des communes lors de l'élection fédérale canadienne de 2004.
Il a été critique du Bloc québécois pour le ministère de la Sécurité publique de 2004 à 2010. À ce titre, il est de ceux qui ont soulevé des questions sur les pratiques de l'ancien commissaire de la Gendarmerie royale du Canada, Giuliano Zaccardelli, qui a quitté son poste en 2006.
Le fonds d'archives de Serge Ménard (P1005) est conservé au centre BAnQ Vieux-Montréal de Bibliothèque et Archives nationales du Québec.
De 2019 à 2021, il est administrateur au sein du conseil d'administration du Cercle des ex-parlementaires de l'Assemblée nationale du Québec.

## Implication sociale
- De 1975 à 1995, il participe au conseil des gouverneurs de la Maison Le Portage, un centre de traitement en toxicomanie.
- Il a été avocat bénévole de la Fédération professionnelle des journalistes du Québec dans les années 1960. Le 16 avril 2007, il présente un projet de loi privé afin de mieux protéger le droit des journalistes à ne pas devoir révéler leurs sources[6].